# Liste der Wappen im Landkreis Wunsiedel im Fichtelgebirge
Die Liste der Wappen im Landkreis Wunsiedel i.Fichtelgebirge zeigt die Wappen der Gemeinden im bayerischen Landkreis Wunsiedel i.Fichtelgebirge.

## Landkreis Wunsiedel i.Fichtelgebirge

Landkreis Wunsiedel i.Fichtelgebirge Unter von Silber und Schwarz geviertem Schildhaupt gespalten von Gold und Rot. Vorne am Spalt ein rotbewehrter schwarzer Adler, hinten ein silbernes Hirschgeweih.
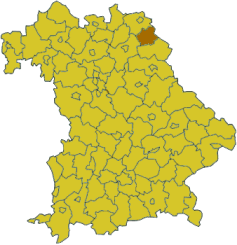
Lage des Landkreises Wunsiedel i.Fichtelgebirge in Bayern
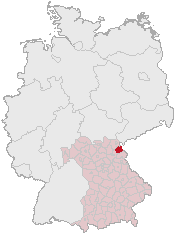
Lage des Landkreises Wunsiedel i.Fichtelgebirge in Deutschland

## Wappen der Städte, Märkte und Gemeinden

Stadt Arzberg In Silber mit von Silber und Rot gestücktem Bord ein golden gekrönter, rot bewehrter schwarzer Löwe, der in den Pranken eine schwarze Keilhaue mit goldenem Griff empor hält; am rechten Schildrand aufsteigend ein schwarzer Erzberg.
Gemeinde Bad Alexandersbad In Schwarz über einem gesenkten silbernen Wellenbalken ein silberner Tempel (Monopteros) mit goldenem Dach.
Stadt Bad Weißenstadt Geviert von Schwarz und Silber.
Gemeinde Höchstädt i.Fichtelgebirge Unter einem von Silber und Schwarz gevierten Schildhaupt geviert von Rot und Schwarz, belegt mit einem silbernen Balken.
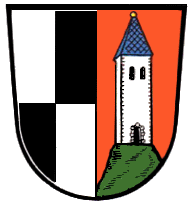
Stadt Hohenberg a.d.Eger Gespalten; vorne geviert von Silber und Schwarzen, hinten in Rot auf grünem Bergkegel ein blau bedachter silberner Burgturm.
Stadt Kirchenlamitz Gespalten; vorne geviert von Silber und Schwarz; hinten in Blau auf einem mit einem silbernen Wellenbalken belegten grünen Hügel eine eintürmige silberne Kirche in Seitenansicht mit roten Dächern und goldenen Kreuzen.
Stadt Marktleuthen In Blau nebeneinander zwei miteinander verschlungene, aufrechte, golden gekrönte rote Schlangen und ein rot bewehrter goldener Löwe.
Große Kreisstadt Marktredwitz Geteilt von Gold und Rot; oben ein wachsender, rot gezungter schwarzer Adler, unten an der Teilung ein unterhalbes silbernes Rad.
Gemeinde Nagel Gespalten von Schwarz und Blau durch einen goldenen Nagel, der auf der mittleren Kuppe eines dreiteiligen goldenen Berges steht; vorne eine silberne Fichte, hinten schwebend ein silberner Rohrkolben mit zwei abhängenden Blättern.
Gemeinde Röslau In Blau auf goldenem Dreiberg ein steigendes silbernes Einhorn.
Markt Schirnding In Gold drei waagerecht übereinander liegende gestümmelte schwarze Baumäste.
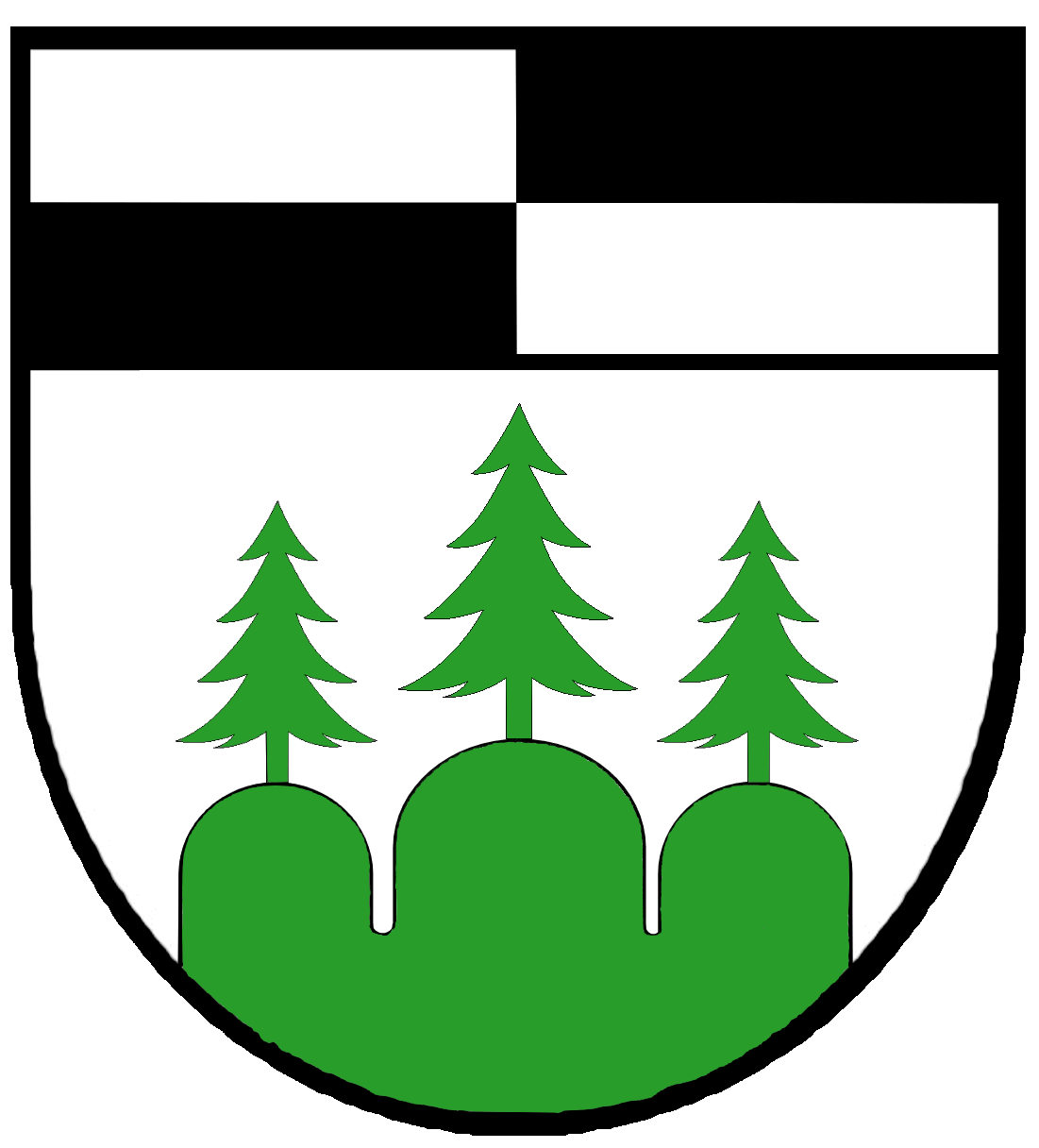
Stadt Schönwald Unter von Silber und Schwarz geviertem Schildhaupt in Silber auf grünem Dreiberg nebeneinander stehend drei grüne Nadelbäume.
Große Kreisstadt Selb Gespalten; vorne geviert von Blau und Silber; hinten geteilt von Blau und Rot, darin je ein silbernes Hirschgeweih.
Markt Thiersheim In Gold ein von drei blau bedachten Türmen überhöhter stilisierter roter Torbau, in dessen Bogen ein rot bewehrter schwarzer Löwe steht.
Markt Thierstein In Blau ein linksgewendetes goldenes Tier, das über einen aus Steinblöcken gefügten und mit einem von Silber und Schwarz gevierten Schildchen belegten silbernen Berg springt.
Gemeinde Tröstau Durch die Umrisslinie eines Doppelberges (Kösseine) erhöht geteilt von Schwarz und Silber, unten nebeneinander zwei abgekehrte, rot bewehrte schwarze Bärentatzen, die ein rotes Winkeleisen und einen roten Hammer halten.
Stadt Wunsiedel Geviert; 1 und 4: in Silber der schwarze Großbuchstabe W; 2 und 3: wieder geviert von Silber und Schwarz.

## Ehemalige Gemeinden mit eigenem Wappen

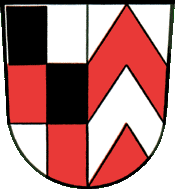
Gemeinde Bernstein Gespalten; vorne wieder gespalten und zweimal geteilt von Schwarz und Silber, Rot und Schwarz, Silber und Rot; hinten dreimal sparrenförmig geteilt von Silber und Rot.
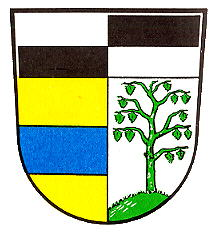
Gemeinde Birkenbühl Unter von Silber und Schwarz geviertem Schildhaupt gespalten von Gold und Silber; vorne ein blauer Balken, hinten auf grünem Bühl eine grüne Birke.
Gemeinde Brand b.Marktredwitz Gespalten von Silber und Schwarz; vorne ein aufrechter schwarzer Ast, daran übereinander drei rot brennende Zweigstummel; hinten eine aufrechte silberne Schafschere.
Gemeinde Fischern In Silber ein gestürztes blaues Deichselkreuz mit gewelltem Balken; rechts ein schwebendes schwarzes Tatzenkreuz, links ein sechsstrahliger roter Stern.
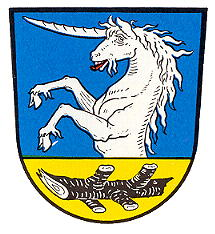
Gemeinde Grafenreuth Über goldenem Schildfuß, darin ein waagrechter gestümmelter schwarzer Ast, in Blau ein wachsendes, rot bezungtes silbernes Einhorn.
Gemeinde Hildenbach Gespalten von Silber und Schwarz; vorne ein blauer Schrägwellenbalken, hinten der Großbuchstabe H.
Gemeinde Holenbrunn Unter goldenem Schildhaupt, darin ein oberhalbes schwarzes Zahnrad, gespalten von Silber und Schwarz; vorne ein wachsender blauer Pumpbrunnen, hinten schräg gekreuzt zwei goldene Ähren.
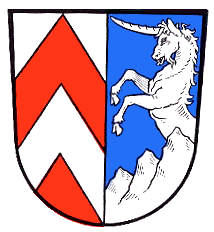
Gemeinde Korbersdorf Gespalten; vorne dreimal sparrenförmig geteilt von Silber und Rot; hinten in Blau ein aus drei nach links ansteigenden silbernen Felszacken wachsendes silbernes Einhorn.
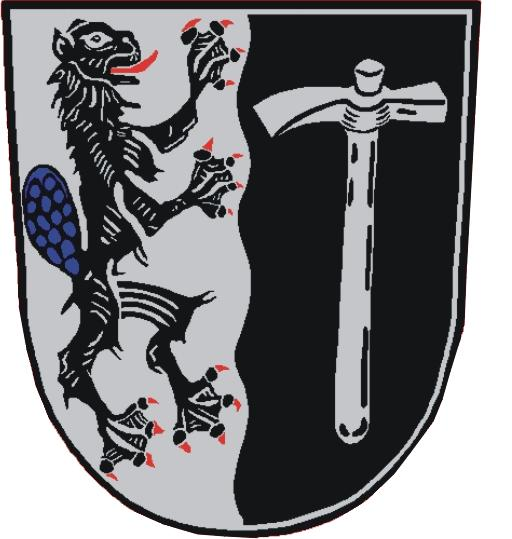
Gemeinde Kothigenbibersbach Im Wellenschnitt gespalten von Silber und Schwarz; vorne ein nach links steigender, rot bewehrter schwarzer Biber mit blauem Schuppenschwanz, hinten ein aufrechter silberner Ziegelhammer.
Gemeinde Leutendorf In Rot auf grünem Berg, der mit einem silbernen Schildchen, darin ein blauer Balken, belegt ist, ein silberner Turm mit drei schwarzen Spitzdächern.
Gemeinde Lorenzreuth Über einem von Rot, Silber und Schwarz zweimal geteilten Schildfuß geteilt von Blau und Gold; oben eine durchgehende silberne Bogenbrücke, unten ein waagrechter, gestümmelter schwarzer Ast.
Gemeinde Neudes In Silber ein roter Hirschrumpf, darunter nebeneinander zwei Schilde; rechts in Blau ein goldener Balken, links in Schwarz der silberne Großbuchstabe W.
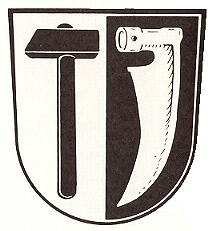
Gemeinde Niederlamitz Gespalten von Silber und Schwarz; in verwechselten Farben vorne ein aufrechter Hammer, hinten ein auf der Spitze stehendes Sensenblatt.
Gemeinde Oberröslau In Blau auf goldenem Dreiberg ein steigendes silbernes Einhorn.
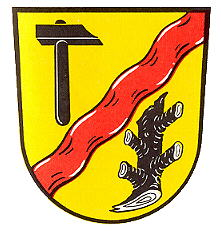
Gemeinde Röthenbach In Gold ein schräglinker roter Wellenbalken; darüber ein aufrechter schwarzer Bergmannshammer, darunter ein aufrechter, gestümmelter schwarzer Baumast.
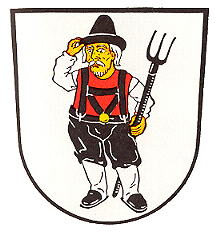
Gemeinde Schlottenhof In silber ein bärtiger Bauer in der Tracht des Sechsämterlandes mit hohem schwarzen Spitzhut, schwarzer Hose, schwarzen Hosenträgern, schwarzen Pantoffeln, rotem Wams, silbernem Hemd und silbernen Strümpfen, in der Linken eine schwarze Mistgabel haltend.
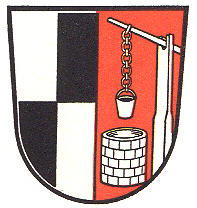
Gemeinde Schönbrunn Gespalten; vorne geviert von Silber und Schwarz; hinten in Rot ein silberner Ziehbrunnen mit Eimer.
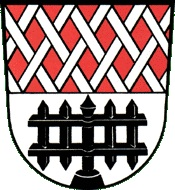
Gemeinde Seussen Geteilt von Rot und Silber; oben ein stehendes silbernes Leistengitter, unten ein schwarzes Drehkreuz.
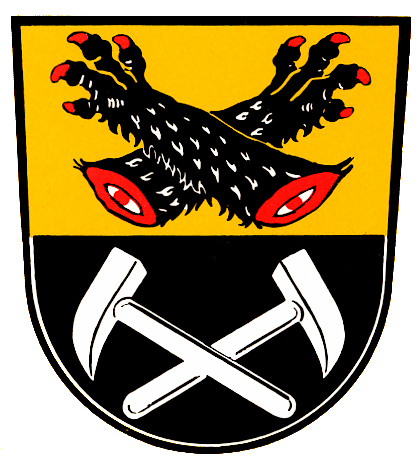
Gemeinde Vordorf Geteilt von Gold und Schwarz; oben schräg gekreuzt zwei rot bewehrte Bärentatzen; unten schräg gekreuzt zwei silberne Bergmannshämmer.
Gemeinde Wölsau In Silber ein sechsstrahliger roter Stern über einem gesenkten blauen Balken.
Gemeinde Wölsauerhammer Gespalten von Silber und Rot; vorne ein blauer Balken, hinten ein halber silberner Flug.